# Titularorganist
Ein Titularorganist ist ein Ehrentitel, der einem Organisten aufgrund seiner großen Virtuosität von einer überregional bedeutenden Kirche oder einer Stadt mit einer herausragenden Orgel verliehen wird. Die Auszeichnung wird fast ausschließlich in Europa vergeben und ist durch renommierte Organistenstellen an der Kathedrale Notre-Dame und den großen Pfarrkirchen von Paris bekannt geworden.

## Beschreibung
Der Aufgabenbereich eines Titularorganisten ist nicht einheitlich festgelegt und kann im Einzelnen unterschiedlich definiert sein. Während in Deutschland die Anstellungsträgerschaft der Kirchen die Aufgaben und das damit verbundene Amt der Kirchenmusikerinnen und Kirchenmusiker (Organist und Chorleiter) festlegt, werden die Organistinnen und Organisten in den meisten anderen europäischen Ländern (abgesehen von Skandinavien) von den Kommunen angestellt und auch bezahlt. Der Titel kann einem renommierten Konzertorganisten honoris causa ohne Pflichten und ohne finanzielle Vergütung verliehen werden, kann sich aber je nach Ansehen der Stelle auch in einer entsprechenden Bezahlung niederschlagen. Im Gegensatz zu den hauptberuflichen Organisten von Kirchengemeinden, die für die regelmäßige musikalische Gestaltung der Gottesdienste verantwortlich sind, konzentriert sich die Funktion des Titularorganisten stärker auf die Konzerttätigkeit.
Insbesondere in Frankreich ist die Einrichtung verbreitet, wo Kathedralen mit berühmten Orgeln mehrere Titularorganisten haben können. So gibt es an der Kathedrale Notre-Dame de Paris seit 1985 drei Titularorganisten. Yves Castagnet, Organist an der dortigen Chororgel, gehört zu den wenigen Organisten, die mit liturgischem Orgelspiel ihren Lebensunterhalt bestreiten. Die bekannten Titularorganisten erzielen ihre Einkommen durch Konzerte, CD-Aufnahmen, Kompositionen und Lehrtätigkeiten an Musik(hoch)schulen. Die sonntägliche Liturgie spielen sie auf (niedriger) Honorarbasis oder übertragen die Aufgaben Amateurorganisten. Im Allgemeinen gilt: Je bedeutender Orgel und Kirche, desto angesehener die Stelle und höher der Verdienst. Die Ernennung zum titulaire an einer bekannten Orgel von Aristide Cavaillé-Coll gilt als große Ehre. Anders als in Deutschland ist hier die Verbindung von Chorleitung und Orgeldienst an größeren Kirchen nicht üblich, sondern gibt es für beide Aufgaben eigens angestellte Musiker. Eine Stelle wird öffentlich ausgeschrieben und durch Wettbewerbe vergeben. Verträge werden mit der Stadt oder Gemeinde geschlossen, da die meisten Instrumente in öffentlicher Hand sind. In der Kommission, die die Entscheidung trifft, haben die betreffenden Pfarrer jedoch nicht selten einen starken Einfluss. In großen Kirchen hat sowohl die Hauptorgel (Grand Orgue) wie die Chororgel (Orgue de Chœur) je ihre eigenen Titularorganisten und gegebenenfalls auch Co-Titularorganisten und sind die Befugnisse streng getrennt. Während die Anstellung in Deutschland befristet sein kann, gilt sie in Frankreich in der Regel auf Lebenszeit.
Der Titel kann aber auch mit einer hauptberuflichen Organistenstelle einer Kirchengemeinde verbunden sein. Verträge regeln Rechte und Pflichten, die sich nicht von einer gewöhnlichen Anstellung als Organist unterscheiden. Er hat freien Zugang zum Instrument, für das er die Verantwortung trägt, und kann es im Rahmen von Konzerten und für den Orgelunterricht einsetzen. Verpflichtet ist er zur Orgelbegleitung im Gottesdienst und bei Kasualien.

## Geschichte
Die Auszeichnung geht auf die Barockzeit zurück, als Fürsten oder Staaten, vereinzelt auch große Kirchen, berühmte Organisten in ihren Dienst stellten. So wurde Vincent Lübeck im Jahr 1690 von der schwedischen Regierung zum Titularorganisten der Etatkirche in Stade berufen. Die säkularisierte Klosterkirche St. Marien diente der schwedischen Regierung von 1650 bis 1712 als Regierungskirche. Diese Ernennung entband Lübeck nicht von seinen Pflichten als Organist von St. Cosmae.
In Frankreich ernannten einige Kirchen seit dem ausgehenden 17. Jahrhundert Titularorganisten. Jean-François Dandrieu wurde 1705 zum Titularorganisten von St-Merry in Paris. Von 1706 bis 1709 wirkte Jean-Philippe Rameau als Titularorganist an mehreren Pariser Kirchen. Pierre du Mage hatte von 1710 bis 1719 den Titel an der Kathedrale von Laon inne.
Größere Verbreitung erfuhr die Ehrenbezeichnung ab der zweiten Hälfte des 19. Jahrhunderts, als infolge der Säkularisation in Frankreich das kirchliche Leben stark zurückging und durch das Virtuosentum der Konzertorganisten neue Wege gesucht wurden. Die Zahl der Ernennungen nahm in Frankreich stark zu, besonders in jenen Pariser Kirchen, die mit einer Orgel von Aristide Cavaillé-Coll ausgestattet waren. Hier erlangten Konzertvirtuosen, die durch ihr Improvisationstalent und ihre Kompositionskunst hervortraten, große Popularität.
Während sich in Deutschland ab etwa 1950 der Berufsstand des Kirchenmusikers etablierte, verändern sich die Rahmenbedingungen seit vielen Jahren. Feste Anstellungsverhältnisse mit entsprechendem Etat für Kirchenmusik werden herabgestuft oder nur noch prozentual vergeben. Gemeindekirchen wandeln sich teilweise in Kulturkirchen. Wie in Frankreich werden zunehmend Honorarverträge mit gemeindlich nicht gebundenen Orgelvirtuosen abgeschlossen.

## Verbreitung
Die Auszeichnung wird in vielen Ländern Europas verliehen, beispielsweise in Frankreich, Deutschland, Österreich, Schweiz, in den Beneluxländern und Polen, vereinzelt auch im außereuropäischen Ausland.
Zu den international bekannten Pariser Titularorganisten gehören an La Trinité Alexandre Guilmant (1871–1901) und Olivier Messiaen (1931–1992), an der Orgel von Notre-Dame Louis Vierne (1900–1937), Pierre Cochereau (1954–1984), Philippe Lefebvre (1984–2024), seit 1985 Olivier Latry und seit 2024 Thierry Escaich, an St-Sulpice Charles-Marie Widor (1870–1934), Marcel Dupré (1934–1971) und Daniel Roth (seit 1985, 1973–1985 an Sacré-Cœur), an Ste-Clotilde César Franck (1859–1890), Charles Tournemire (1898–1939),  Jean Langlais (1945–1987) und Jacques Taddei (1987–2012), an La Madeleine Camille Saint-Saëns (1858–1877), Théodore Dubois (1877–1896) und Gabriel Fauré (1896–1905), an St-Nicolas-des-Champs Michel Chapuis (1954–1972) und Jean Boyer (1972–1995) sowie an Kathedrale von Saint-Denis Pierre Pincemaille (1987–2018).
In Deutschland gibt es mittlerweile etliche Titularorganisten, vereinzelt ab den 1990er Jahren und vermehrt seit dem 21. Jahrhundert. Von 1997 bis 2002 war Martin Stephan Titularorganist an der Eisenacher Georgenkirche, an St. Sebald in Nürnberg wirkte Werner Jacob. Seit 2000 ist Franz Raml Titularorganist an den Orgeln von St. Verena in Rot an der Rot, seit 2002 ist Thierry Mechler an der Kölner Philharmonie, Wolfgang Seifen seit 2004 an der Kaiser-Wilhelm-Gedächtniskirche in Berlin, Arvid Gast seit 2005 an den Orgeln der Lübecker Jakobikirche, Matthias Eisenberg seit 2009 an St. Jakob in Mitterteich und Roland Maria Stangier seit 2010 an der Kreuzeskirche in Essen. Die Titularorganistin der Elbphilharmonie in Hamburg ist seit 2017 die Lettin Iveta Apkalna. Ebenso lange hat Léon Berben das Amt an der gotischen Orgel von St. Andreas in Ostönnen inne.
Der italienische Organist Lorenzo Ghielmi hat den Titel an der Basilica di San Simpliciano in Mailand und Ernst Wally am Wiener Stephansdom inne. Nach Gustav Leonhardt wurde 1982 Jacques van Oortmerssen Titularorganist an der Amsterdamer Waalse Kerk. An der Grote Kerk in Den Haag wirkt Ben van Oosten als Titularorganist. Komplex ist die Situation an der weltberühmten Müller-Orgel der St.-Bavo-Kirche in Haarlem. Hier gibt es neben dem kirchlichen Organisten einen Stadtorganisten sowie einen Titular- und Co-Titularorganisten. Der polnische Organist Marek Stefański führt den Titel seit 2007 an der Krakauer Marienkirche.